# آرتیفکت حرکتی

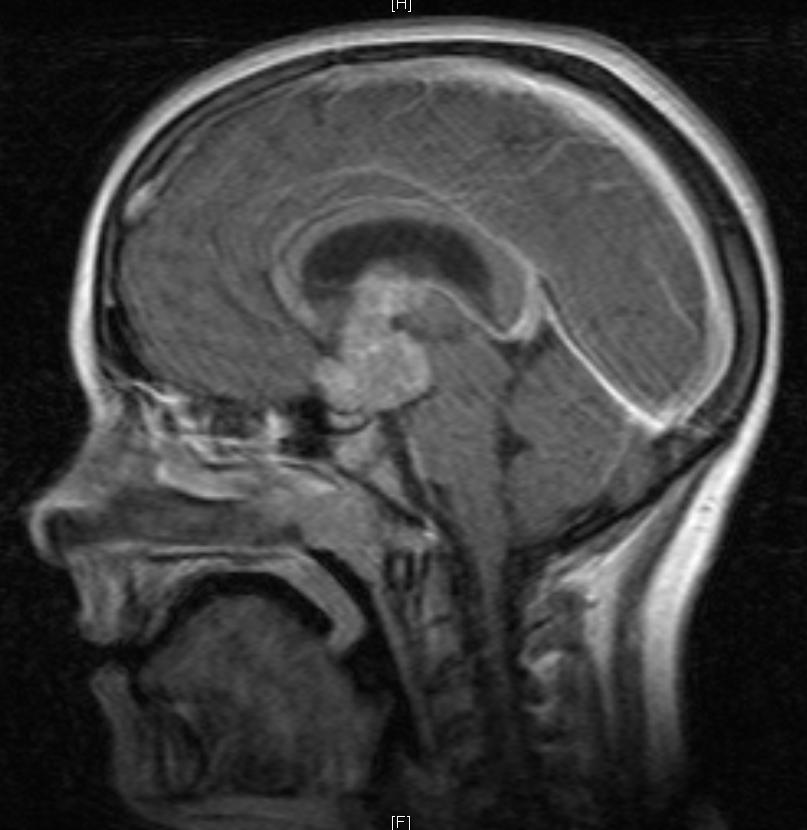
یک تصویر ساژیتال از مغز. قدرت تفکیک پایین تصویر بدلیل آرتیفکت حرکتی است.

آرتیفکت حرکتی و گاهی هم آرتیفکت شبحی (به انگلیسی: Motion or Ghosting Artifact) نوعی آرتیفکت در ام آر آی است. این آرتیفکت را بویژه در تصویربرداری از قفسه سینه و قلب (جاهایی که حرکت بدن زیاد است) می‌توان دید.
این آرتیفکت ویژهٔ دنباله پالسی خاصی و حتی ام آر آی هم نیست و مثلاً چنانچه در سی تی اسکن زمان اسکن بالای نیم ثانیه باشد، احتمال وقوع این خطای تصویر گیری وجود دارد.
این آرتیفکت غالبا با کاهش قدرت تفکیک و در جهت کد گذاری فازی (PE) در تصویر قابل رویت است.